# Parlamentswahl in Griechenland 1964
- EDA: 22
- EK: 171
- ERE/KP: 107

Die Parlamentswahl in Griechenland 1964 fand am 16. Februar 1964 statt. Sie wurde von Georgios Papandreou und seiner Mitte-links-Partei Enosis Kendrou (EK; Zentrumsunion) mit einer absoluten Mehrheit der Stimmen von 52,71 % gewonnen. 
Die Partei erhielt 171 bzw. 173 der 300 zu vergebenden Sitze im griechischen Parlament und verfügte damit auch über die absolute Mehrheit der Parlamentssitze (151 Mandate). Nach der Parlamentswahl bildete Georgios Papandreou nach entsprechender Auftragserteilung des griechischen Königs Paul eine Regierung mit ihm als Ministerpräsident an der Spitze ab dem 18. Februar 1964.
Die Parlamentswahl fand nach dem leicht verstärkten Verhältniswahlrecht statt. Hierbei erhielt die nach Stimmenanteilen stärkste Partei mehr Sitze im Parlament als ihr durch den Stimmenanteil zufallen würde. Die Wahlen wurden unter der Wahlpflicht durchgeführt. Wahlberechtigt waren Männer und Frauen über 18 Jahren für das aktive Wahlrecht. 909 Kandidaten standen in 55 Wahlkreisen (eklogikes periferies) zur Wahl. Gesetzliche Grundlage der Wahlen waren die Gesetze 4173/1961 von 1961 (verabschiedet unter der Regierung Karamanlis) und 4322/1963 veröffentlicht in der Efimeris tis Kyverniseos (ΦΕΚ, Amtsblatt der Regierung) Nr. 104 vom 11. September 1963. 
Die politische Krise Apostasia tou 1965 führt nach Abspaltung (Apostasia) von konservativen Abgeordneten der Zentrumsunion auf Betreiben des griechischen Königs Konstantin II. und der rechten Oppositionspartei Ethniki Rizospastiki Enosis (ERE, Nationalradikale Union) unter Panagiotis Kanellopoulos sowie unüberbrückbaren Differenzen zwischen dem Ministerpräsidenten Georgios Papandreou einerseits und dem König über die Besetzung des Verteidigungsministerpostens andererseits zum Rücktritt des Ministerpräsidenten Papandreou am 15. Juli 1965. Sehr kurze Zeit später wird Georgios Athanasiadis-Novas, ein Abgeordneter der abgespaltenen Gruppe der Zentrumsunion (Apostaten) vom König zum Ministerpräsidenten ernannt. Die Bildung einer Regierung aus der Gruppe der Apostaten und der konservativen ERE. scheitert mit einer verlorenen Vertrauensabstimmung im griechischen Parlament im August 1965.
Die Parlamentswahl 1964 war die letzten Parlamentswahl vor dem Beginn der griechischen Militärdiktatur am 21. April 1967. Die nächste Parlamentswahl fand erst nach dem Sturz der Militärdiktatur am 17. November 1974 statt, nach mehr als 10 Jahren.
| Allgemeine Daten der Parlamentswahlen in Griechenland am 16. Februar 1964 | Allgemeine Daten der Parlamentswahlen in Griechenland am 16. Februar 1964 | Allgemeine Daten der Parlamentswahlen in Griechenland am 16. Februar 1964 | Allgemeine Daten der Parlamentswahlen in Griechenland am 16. Februar 1964 | Allgemeine Daten der Parlamentswahlen in Griechenland am 16. Februar 1964 | Allgemeine Daten der Parlamentswahlen in Griechenland am 16. Februar 1964 | Allgemeine Daten der Parlamentswahlen in Griechenland am 16. Februar 1964 | Allgemeine Daten der Parlamentswahlen in Griechenland am 16. Februar 1964 | Allgemeine Daten der Parlamentswahlen in Griechenland am 16. Februar 1964 | Allgemeine Daten der Parlamentswahlen in Griechenland am 16. Februar 1964 |
| Parameter                                                                 | Wähler                                                                    | Wähler                                                                    | Wähler                                                                    | Wähler                                                                    | Wähler                                                                    | Sitze                                                                     | Sitze                                                                     | Sitze                                                                     |                                                                           |
| Parameter                                                                 | 1964                                                                      | ± 1963                                                                    | % Einwohner                                                               | % Berechtigt                                                              | % Gültige                                                                 | 1964                                                                      | ± 1963                                                                    | %                                                                         |                                                                           |
| ------------------------------------------------------------------------- | ------------------------------------------------------------------------- | ------------------------------------------------------------------------- | ------------------------------------------------------------------------- | ------------------------------------------------------------------------- | ------------------------------------------------------------------------- | ------------------------------------------------------------------------- | ------------------------------------------------------------------------- | ------------------------------------------------------------------------- | ------------------------------------------------------------------------- |
| Gemeldete Einwohner zum Zeitpunkt der Parlamentswahl                      | 8.404.080                                                                 | ±0                                                                        | 100,00 %                                                                  |                                                                           |                                                                           |                                                                           |                                                                           |                                                                           |                                                                           |
| Wahlberechtigte Einwohner (eingeschriebene Wähler)                        | 5.662.965                                                                 | ±0                                                                        | 67,38 %                                                                   | 100,00 %                                                                  |                                                                           |                                                                           |                                                                           |                                                                           |                                                                           |
| Abgegebene Stimmen (gültig und ungültig)                                  | 4.626.416                                                                 | −82.375                                                                   |                                                                           | 81,70 %                                                                   |                                                                           |                                                                           |                                                                           |                                                                           |                                                                           |
| Gültige Stimmen                                                           | 4.598.839                                                                 | −68.315                                                                   |                                                                           | 99,40 %                                                                   | 100,00 %                                                                  | 300                                                                       | ± 0                                                                       | 100,00 %                                                                  |                                                                           |
| Ungültige Stimmen                                                         | 27.577                                                                    | −14.060                                                                   |                                                                           | 0,60 %                                                                    |                                                                           |                                                                           |                                                                           |                                                                           |                                                                           |
| Absolute Mehrheit                                                         | 2.299.420                                                                 | −34.158                                                                   |                                                                           |                                                                           |                                                                           | 151                                                                       | ± 0                                                                       | 50,33 %                                                                   |                                                                           |

| Stimmen- und Sitzverteilung der Parlamentswahlen in Griechenland am 16. Februar 1964                                                   | Stimmen- und Sitzverteilung der Parlamentswahlen in Griechenland am 16. Februar 1964              | Stimmen- und Sitzverteilung der Parlamentswahlen in Griechenland am 16. Februar 1964 | Stimmen- und Sitzverteilung der Parlamentswahlen in Griechenland am 16. Februar 1964 | Stimmen- und Sitzverteilung der Parlamentswahlen in Griechenland am 16. Februar 1964 | Stimmen- und Sitzverteilung der Parlamentswahlen in Griechenland am 16. Februar 1964 | Stimmen- und Sitzverteilung der Parlamentswahlen in Griechenland am 16. Februar 1964 | Stimmen- und Sitzverteilung der Parlamentswahlen in Griechenland am 16. Februar 1964 | Stimmen- und Sitzverteilung der Parlamentswahlen in Griechenland am 16. Februar 1964 | Stimmen- und Sitzverteilung der Parlamentswahlen in Griechenland am 16. Februar 1964 |
| Parteienbündnis | Partei                                                                                            | Parteiführung/Spitzenkandidat(en)                                                    | Stimmen                                                                              | Stimmen                                                                              | Stimmen                                                                              | Sitze                                                                                | Sitze                                                                                | Sitze                                                                                | Sitze                                                                                |
| Parteienbündnis | Partei                                                                                            | Parteiführung/Spitzenkandidat(en)                                                    | Stimmen                                                                              | % Stimmen                                                                            | ± %Stimmen                                                                           | Sitze                                                                                | ± Sitze                                                                              | % Sitze                                                                              | ± % Sitze                                                                            |
| --- | ------------------------------------------------------------------------------------------------- | ------------------------------------------------------------------------------------ | ------------------------------------------------------------------------------------ | ------------------------------------------------------------------------------------ | ------------------------------------------------------------------------------------ | ------------------------------------------------------------------------------------ | ------------------------------------------------------------------------------------ | ------------------------------------------------------------------------------------ | ------------------------------------------------------------------------------------ |
| Enosis Kendrou (EK) Zentrumsunion Ένωσις Κέντρου (EK)                                                                                  | Enosis Kendrou (EK) Zentrumsunion Ένωσις Κέντρου (EK)                                             | Georgios Papandreou                                                                  | 2.424.477                                                                            | 52,72 %                                                                              | +10,68 %                                                                             | 171                                                                                  | +33                                                                                  | 57,00 %                                                                              | +11,00 %                                                                             |
| Synaspismos ERE-Kommatos Proodeftikon (ERE-KP) Vereinigung ERE-Partei der Fortschrittlichen Συνασπισμός Ε.Ρ.Ε. - Κόμματος Προοδευτικών |                                                                                                   |                                                                                      | 1.621.546                                                                            | 35,26 %                                                                              | −7,84 %                                                                              | 107                                                                                  | −27                                                                                  | 35,67 %                                                                              | −9,00 %                                                                              |
| Synaspismos ERE-Kommatos Proodeftikon (ERE-KP) Vereinigung ERE-Partei der Fortschrittlichen Συνασπισμός Ε.Ρ.Ε. - Κόμματος Προοδευτικών | Ethniki Rizospastiki Enosis (ERE) Nationale Radikale Union Εθνική Ριζοσπαστική Ένωση (Ε.Ρ.Ε.)     | Panagiotis Kanellopoulos                                                             | ---                                                                                  | ---                                                                                  | ---                                                                                  | 99                                                                                   | −33                                                                                  | 33,00 %                                                                              | −11,00 %                                                                             |
| Synaspismos ERE-Kommatos Proodeftikon (ERE-KP) Vereinigung ERE-Partei der Fortschrittlichen Συνασπισμός Ε.Ρ.Ε. - Κόμματος Προοδευτικών | Komma Proodeftikon (KP) Partei der Fortschrittlichen (ASS)                                        | Spyros Markezinis                                                                    | ---                                                                                  | ---                                                                                  | ---                                                                                  | 8                                                                                    | +6                                                                                   | 2,67 %                                                                               | +2,00 %                                                                              |
| Eniea Dimokratiki Aristera (EDA) Vereinigte Demokratische Linke Ενιαία Δημοκρατική Αριστερά (ΕΔΑ)                                      | Eniea Dimokratiki Aristera (EDA) Vereinigte Demokratische Linke Ενιαία Δημοκρατική Αριστερά (ΕΔΑ) | Ioannis Pasalidis                                                                    | 542.865                                                                              | 11,80 %                                                                              | −2,54 %                                                                              | 22                                                                                   | −6                                                                                   | 7,33 %                                                                               | −2,00 %                                                                              |
| Sonstige und Unabhängige Μεμονωμένοι υποψήφιοι / ανεξάρτητοι υποψήφιοι                                                                 | Sonstige und Unabhängige Μεμονωμένοι υποψήφιοι / ανεξάρτητοι υποψήφιοι                            | Verschiedene                                                                         | 9.951                                                                                | 0,22 %                                                                               | −0,26 %                                                                              | ---                                                                                  | ---                                                                                  | ---                                                                                  | ---                                                                                  |